# Nieuport-Delage NiD.42
Le Nieuport-Delage NiD.42 est chasseur monoplace sesquiplan français de l'entre-deux-guerres. 
Gustave Delage et Robert Duhamel sont considérés comme les créateurs de la formule sesquiplan avec le NiD.31. Cette formule fut appliquée avec un certain succès à une lignée de chasseurs monoplaces dont le NiD.42 constitue la première génération.

## Origine
Début 1923 le STAé publia un cahier des charges pour un nouveau chasseur monoplace devant remplacer en 1926 les NiD.29 sur le point d’entrer en service. Une vitesse minimale de 240 km/h à 5 000 m et un armement composé de 4 mitrailleuses (500 obus chacune) étaient exigés. Les épreuves officielles devaient avoir lieu au cours de l’été 1924 et 30 concurrents furent inscrits. Gustave Delage, assisté de Robert Duhamel, décida de répondre en proposant un monoplan parasol de construction mixte. Le fuselage était réalisé en deux demi-coques en bois de tulipier contrecollé réalisées selon la même technique que celle employée pour réaliser le fuselage du NiD.29 et assemblées par collage dans l’axe, la voilure reposait sur deux longerons en duralumin supportant des nervures en contreplaqué et un revêtement entoilé. Cet appareil conservait le moteur du NiD.29, un Hispano-Suiza 8Fb de 380 ch, habillé par un nouveau carénage, la prise d’air frontale du carburateur était remplacée par quatre petites prises d’air située à l’avant du capotage, et deux radiateurs rectangulaires Lamblin étaient positionnés en avant des jambes du train d’atterrissage. L’empennage s’inspirait de celui du NiD.29bis mais sans quille ventrale et la commande de profondeur ne disposait pas de compensation aérodynamique. L’armement comprenait deux mitrailleuses de capot et deux armes de voilure tirant hors du champ de l’hélice. 340 litres de carburant étaient logés dans trois réservoirs, deux dans l’aile et un dans le fuselage.
Deux prototypes furent mis en chantier et une tentative contre le record du monde de vitesse annoncée en mai, puis une participation à la Coupe Beaumont un mois plus tard. En réalité ce projet, présenté comme Monoplan Nieuport-Delage de 380 ch, ne fut pas mené à terme mais servit de prototype à un chasseur sesquiplan, le NiD.42, développé initialement en versions monoplace et biplace, ainsi qu’au monoplace de course NiD.42S réalisé en parallèle.  

## Nieuport-Delage NiD.42S
Monoplan de course dont deux exemplaires furent réalisés pour participer à la Coupe Beaumont. Il se distinguait du chasseur monoplan parasol original par son plan supérieur, dont les dimensions étaient réduites et qui s’appuyait directement sur le sommet du fuselage, et les radiateurs étaient noyés dans l’extrados. Le moteur était un Hispano-Suiza de 600 ch. Organisée le 14 octobre 1923 à Istres, la première édition de cette nouvelle épreuve fut ajournée au 22 juin 1924 en raison de vents violents soufflant dans la basse vallée du Rhône. Préparant la course, Joseph Sadi-Lecointe fut chronométré à 375 km/h le 15 février 1924.
Sur 5 appareils engagés dans la compétition seul le NiD.42S de Sadi-Lecointe devait finir l’épreuve, couvrant 6 fois le circuit de 50 km à la moyenne de 311 km/h puis enchaînant quatre tours supplémentaires pour porter le record international de vitesse sur 500 km en circuit fermé à 306,7 km/h. Le 18 octobre 1925 il remportait définitivement la Coupe Beaumont sur NiD.42S à la moyenne de 312 km/h. 

## Nieuport-Delage NiD.42 C1
C’est au printemps 1924 que sortit d’usine ce nouveau monoplace, fortement inspiré du NiD.42S, mais présentant d’importantes modifications. Il s’agissait d’un monoplan parasol équipé d’un moteur 12 cylindres en V Hispano-Suiza 12Ha de 450 ch. L’empennage adoptait une forme elliptique qui caractérisera les productions ultérieures de la firme et l’armement prévu comprenait deux mitrailleuses Darne de 7,7 mm de voilure et deux classiques Vickers de capot. 
Cet appareil participa avec 11 autres concurrents présélectionnés aux épreuves officielles qui débutèrent à Villacoublay le 15 juillet 1924. Aucun des participants n’affichait des performances spectaculaires et 400 nouveaux NiD.29 furent finalement commandés, de nouveaux essais officiels étant prévus en 1925 pour donner aux constructeurs la possibilité d’améliorer leurs propositions. À Villacoublay on reprochait au monoplace Nieuport un manque de stabilité, une maniabilité douteuse et des vibrations intempestives à certains régimes. Chez Nieuport-Astra on profita du report de la décision pour modifier le NiD.42 C2 exposé au Salon de l’Aéronautique monoplace. Certes la masse en charge passait de 1 745 à 1 808 kg et la vitesse maximale était réduite de 10 km/h à 4 000 m, mais avec son plan additionnel  de 4,25 m2 à la base du fuselage le chasseur ne vibrait plus et devenait stable.
Gustave Delage, certain que son sesquiplan était le meilleur appareil du concours, n’attendit pas la proclamation des résultats pour mettre en production une présérie et utilisa ces appareils pour réaliser des essais destinés à améliorer le monoplace. Les NiD.42 no 3 et 4 furent équipés d’autres moteurs, devenant respectivement NiD.44 et NiD.46. Le no 5 fut mis à la disposition de Fernand Lasne pour des tentatives de records de vitesse. Le 29 août 1925 il portait le record de vitesse en circuit fermé sur 1 000 km à 248,35 km/h. Trois jours plus tard il atteignait 249,62 km/h avec charge de 500 kg sur 500 km et le 12 septembre était chronométré à 218,83 km sur circuit de 1 500 et 2 000 km. Enfin le 7 octobre il portait à 281 km/h le record de vitesse sur 100 km avec charge de 250 et 500 kg et à 279 km/h celui de vitesse sur 200 km avec les mêmes charges.   
Le sesquiplan NiD.42 fut finalement déclaré vainqueur du concours et bénéficia le 4 décembre 1925 d’une commande de deux exemplaires pour un marché prévu de 300 appareils. Il faut préciser que le vainqueur n’était pas exempt de défauts que Nieuport mettra un an à corriger. Durant cette année le STAé continua à effectuer des essais sur les différents participants au concours. Finalement l’état français passa commande d’une première série de 25 appareils le 29 janvier 1927, mais les Wibault Wib-7 (pourtant classé avant-dernier de la compétition) et Gourdou-Leseurre LGL-32 bénéficièrent d’une commande identique. Envisagée, une seconde commande de 25 NiD.42 ne fut pas confirmée. En effet, au moment où le NiD.42 entra en service, en 1928, c’était un appareil dépassé. Le principal mérite du NiD.42 fut de servir de base au développement des NiD.52 et surtout NiD.62 qui constitueront la base de l’aviation de chasse française durant les années 1930. 
Mis en service en 1927, les NiD.42 furent dispersés entre les 2e et 3e régiments d’aviation de chasse et les 34e et 38e régiment d’aviation. Ces appareils furent ensuite mis au standard NiD.62 à l'occasion de grandes révisions chez le constructeur.  
Un exemplaire participa à un concours organisé par l’armée de l’air turque entre le 3 juin et le 19 juillet 1926, une commande de 50 appareils étant négociée, puis finalement annulée pour des raisons financières. Le NiD.42 fut également proposé à l’Espagne et déclaré vainqueur d’un concours organisé début 1927. Le gouvernement de Madrid acheta finalement une licence de production du NiD.52, version améliorée du NiD.42 possédant une structure entièrement métallique.

## Nieuport-Delage NiD.42 C2
Chasseur biplace ne se distinguant du premier prototype monoplace que par l’apparition d’un poste de mitrailleur arrière. Cet appareil fit sensation au salon de l’Aéronautique de Paris en décembre 1924, présenté au Grand Palais avec un plan de 4,25 m2 ajouté à la base du fuselage, la mâture supportant le porte à faux du plan supérieur étant modifié, ce qui entraînait au passage un élargissement de la voie du train d’atterrissage . Sur le stand Renault était présenté un fuselage avant équipé d’un moteur 12Ja de 450 ch. Deux exemplaires furent construits, qui ne semblent pas avoir volé, transformés en monoplaces en 1925.

## Nieuport-Delage NiD.42H
Début 1926 un NiD.42C-1 fut proposé à l’Aviation navale comme hydravion de chasse en l’équipant d’un curieux flotteur asymétrique conçu par l’ingénieur Bonnemaison. Le prototype fut incapable de déjauger et se retourna au décollage au premier essai, entraînant l’arrêt de tout travail sur ce modèle.

## Nieuport-Delage NiD.44
La troisième cellule de série NiD.42 fut équipée à titre comparatif d’un moteur en W Lorraine-Dietrich 12Eb de 450 ch refroidi par un radiateur frontal en nid d’abeille. Il participa aux épreuves finales du concours de 1923, se classant 10e, donc assez loin du NiD.42.

## Nieuport-Delage NiD.46
La quatrième cellule de série NiD.42 fut équipée à titre comparatif d’un moteur Hispano-Suiza 12Gb de 500 ch refroidi par un radiateur frontal en nid d’abeille. Affichant des performances inférieures au NiD.42 malgré une masse plus faible, il se classa 5e du concours de 1923.

## Sources
- (fr) William Green et Gordon Swanborough, Le grand livre des chasseurs. Celiv, Paris (1997).  (ISBN 2-86535-302-8)
- (en) Flight No 809 du 26 juin 1924 p. 416, No 813 du 24 juillet 1924 p. 461/462, No 833 du 11 décembre 1924 p. 774/777 et No 878 du 22 octobre 1925 p. 682
- (en) Ray Sanger, Nieuport Aircraft of WW1, The Crowood Press Ltd, Ramsbury, mars 2002  (ISBN 1-86126-447-X)